# پیویو و آلدو د اسکالتسی
پیویو دِ اسکالْتْسی (ایتالیایی: Pivio De Scalzi؛ زادهٔ ۷ ژوئن ۱۹۵۸) و آلدو دِ اسکالتسی (ایتالیایی: Aldo De Scalzi؛ زادهٔ ۲۳ ژانویهٔ ۱۹۵۷) دو موسیقی‌دان و آهنگساز ایتالیایی هستند که بیشتر بابت ساخت موسیقی برای فیلم‌های سینمایی و تلویزیونی شناخته می‌شوند.
از فیلم‌ها یا مجموعه‌های تلویزیونی که وی در آن‌ها نقش داشته‌است، می‌توان به دیابولیک: تو کی هستی؟، حمام، ازدواج‌ها، تاجر سنگ، بارباروسا، حوزه استحفاظی، بدترین هفته زندگی‌ام، کارنرا: کوه متحرک، طبقه ۱۷، بوی شب و کمیسر رکس اشاره نمود.